# It's Hard
It’s Hard je desáté studiové album anglické rockové skupiny The Who, vydané v roce 1982.

## Seznam skladeb
Všechny skladby napsal(i) Pete Townshend, pokud není uvedeno jinak. 
| Strana 1 | Strana 1       | Strana 1       | Strana 1 |
| Pořadí   | Název          | Autor          | Délka    |
| -------- | -------------- | -------------- | -------- |
| 1.       | Athena         |                | 3:46     |
| 2.       | It’s Your Turn | John Entwistle | 3:39     |
| 3.       | Cooks County   |                | 3:51     |
| 4.       | It’s Hard      |                | 3:47     |
| 5.       | Dangerous      | Entwistle      | 3:36     |
| 6.       | Eminence Front |                | 5:39     |

| Strana 2 | Strana 2                | Strana 2  | Strana 2 |
| Pořadí   | Název                   | Autor     | Délka    |
| -------- | ----------------------- | --------- | -------- |
| 1.       | I’ve Known No War       |           | 5:56     |
| 2.       | One Life’s Enough       |           | 2:22     |
| 3.       | One at a Time           | Entwistle | 3:20     |
| 4.       | Why Did I Fall for That |           | 3:56     |
| 5.       | A Man Is a Man          |           | 3:56     |
| 6.       | Cry If You Want         |           | 5:18     |

## Sestava
- Roger Daltrey – zpěv, rytmická kytara
- Pete Townshend – kytara, doprovodný zpěv, zpěv, piáno, syntezátor
- John Entwistle – baskytara, doprovodný zpěv, zpěv, syntezátor
- Kenney Jones – bicí